# Nicola Sansone
Nicola Sansone, né le 10 septembre 1991 à Munich en Allemagne, est un footballeur international italien évoluant au poste d'attaquant. Il dispose également de la nationalité allemande.

## Biographie

### En club

#### Les débuts en Allemagne
Né à Munich en Allemagne de parents originaires de Novi Velia en Italie, Nicola Sansone commence le football au SV Neuperlach. Il rejoint ensuite à 11 ans le Bayern Munich. De 2008 à 2010, il prend part à 30 rencontres avec les moins de 19 ans de l'équipe bavaroise et inscrit 21 buts. 
Le 6 février 2010, il fait ses débuts professionnels en troisième division allemande lors d'un match opposant l'équipe réserve du Bayern Munich au SG Dynamo Dresde, en remplaçant David Alaba à la 56e minute de jeu (défaite 2-0). Lors de cet exercice, il dispute quatre rencontres de troisième division. La saison suivante, il est un élément régulier de la réserve disputant 28 matches de troisième division et inscrivant deux buts, son premier chez les professionnels le 23 octobre 2010 face au Rot-Weiss Ahlen (défaite 2-3) et le second le 14 mai 2011 lors de l'ultime journée face au SpVgg Unterhaching (victoire 0-4). L'attaquant est également présent sur le banc de l'équipe première en Bundesliga lors d'un match opposant les Munichois au SC Fribourg le 29 octobre 2010 mais n'entre pas en jeu (victoire 4-2).

#### Arrivée en Italie
Le 11 juin 2011, il signe au Parme FC alors que le Tottenham Hostpur FC et le Bayer Leverkusen étaient également sur les rangs afin de le recruter,. Il déclare alors ne s'être jamais senti Allemand et avoir toujours regardé la Serie A et non la Bundesliga avec sa famille, il affirme en outre être un supporter de l'Inter Milan et avoir pour modèles Roberto Baggio et Ronaldo.
Le 31 août 2011, Nicola Sansone est prêté au FC Crotone en Serie B. Il dispute son premier match avec le club calabrais le 4 septembre 2011 face à la Juve Stabia en remplaçant Pietro De Giorgio à la 65e minute (match nul 0-0). Le Germano-Italien inscrit son premier but en Serie B le 30 septembre 2011 face au Vicence Calcio (match nul 2-2). En deuxième division il participe à 35 rencontres de championnat inscrivant 5 buts et un match de coupe d'Italie lors duquel il marque un but.
Nicola Sansone retourne ensuite au Parme FC, il y dispute son premier match le 26 septembre 2012 face au Genoa CFC en remplaçant Marco Parolo à la 80e minute de jeu (match nul 1-1). Le 28 octobre 2012, il inscrit son premier but sous les couleurs parmesanes face au Torino FC alors qu'il vient d'entrer en jeu (victoire 1-3). Après plusieurs matches en tant que remplaçant, il est titularisé pour la première fois en tant qu'ailier droit face à l'Udinese Calcio le 18 novembre 2012 (match nul 2-2). La journée suivante, il est de nouveau titulaire, cette fois-ci en tant qu'ailier gauche, et inscrit le seul et unique but du match face à l'Inter Milan (victoire 1-0).
À la suite de sa bonne première saison au Parme FC, il espère avoir plus de temps de jeu pour la saison suivante mais ne l'obtient pas. Il quitte donc le club parmesan pour l'US Sassuolo au mercato hivernal en 2014 .

#### Villarreal CF
Le 7 août 2016, Sansone s'engage au Villarreal CF pour un montant estimé à 13 millions d'euros,.

### En sélection
Nicola Sansone est sélectionné entre 2007 et 2012 il est sélectionné chez les sélections de jeunes italiennes,.
Il est sélectionné pour la première fois avec les espoirs italiens par Ciro Ferrara le 25 avril 2012 en étant titularisé ailier droit de l'attaque italienne face à l'Écosse (victoire 1-4). Il est rappelé en sélection le 12 novembre 2012 par le nouveau sélectionneur Devis Mangia afin de remplacer Alessandro Florenzi appelé par Cesare Prandelli en sélection italienne A. Le lendemain, face à l'Espagne, Nicola Sansone remplace Jacopo Sala qui se blesse à la 12e minute de jeu et délivre une passe décisive à Samuele Longo (défaite 1-3).
En juin 2013, il est convoqué par Devis Mangia afin de participer à l'Euro espoirs 2013. L'Italie y atteint la finale et Nicola Sansone participe à trois matches.

## Style de jeu
Nicola Sansone est un attaquant, s'il peut jouer attaquant de pointe ou ailier, il est plus à l'aise comme second attaquant,.

## Statistiques
| Saison                | Club                  | Championnat           | Championnat | Championnat | Championnat | Coupe(s) nationale(s) | Coupe(s) nationale(s) | Coupe(s) nationale(s) | Compétition(s) continentale(s) | Compétition(s) continentale(s) | Compétition(s) continentale(s) | Compétition(s) continentale(s) | Italie | Italie | Italie | Total | Total | Total |
| Saison                | Club                  | Division              | M.          | B.          | P.d.        | M.                    | B.                    | P.d.                  | Comp.                          | M.                             | B.                             | P.d.                           | M.     | B.     | P.d.   | M.    | B.    | P.d.  |
| 2011-2012             | FC Crotone (prêt)     | Serie B               | 35          | 5           | 3           | 1                     | 1                     | 0                     | -                              | -                              | -                              | -                              | -      | -      | -      | 36    | 6     | 3     |
| 2012-2013             | Parme FC              | Serie A               | 26          | 6           | 2           | -                     | -                     | -                     | -                              | -                              | -                              | -                              | -      | -      | -      | 26    | 6     | 2     |
| 2013-2014             | Parme FC              | Serie A               | 17          | 2           | 3           | 2                     | 0                     | 0                     | -                              | -                              | -                              | -                              | -      | -      | -      | 19    | 2     | 3     |
| Sous-total            | Sous-total            | Sous-total            | 43          | 8           | 5           | 2                     | 0                     | 0                     | -                              | -                              | -                              | -                              | -      | -      | -      | 45    | 8     | 5     |
| 2013-2014             | US Sassuolo           | Serie A               | 12          | 5           | 3           | -                     | -                     | -                     | -                              | -                              | -                              | -                              | -      | -      | -      | 12    | 5     | 3     |
| 2014-2015             | US Sassuolo           | Serie A               | 35          | 5           | 4           | 2                     | 3                     | 0                     | -                              | -                              | -                              | -                              | 1      | 0      | 0      | 38    | 8     | 4     |
| 2015-2016             | US Sassuolo           | Serie A               | 36          | 7           | 4           | 1                     | 0                     | 0                     | -                              | -                              | -                              | -                              | -      | -      | -      | 37    | 7     | 4     |
| août 2016             | US Sassuolo           | Serie A               | 0           | 0           | 0           | -                     | -                     | -                     | C3                             | 2                              | 0                              | 1                              | -      | -      | -      | 2     | 0     | 1     |
| Sous-total            | Sous-total            | Sous-total            | 83          | 17          | 11          | 3                     | 3                     | 0                     | -                              | 2                              | 0                              | 1                              | 1      | 0      | 0      | 89    | 20    | 12    |
| 2016-2017             | Villarreal CF         | Liga                  | 32          | 8           | 3           | 4                     | 0                     | 0                     | C3                             | 8                              | 1                              | 0                              | 2      | 0      | 0      | 46    | 9     | 3     |
| 2017-2018             | Villarreal CF         | Liga                  | 5           | 0           | 1           | 0                     | 0                     | 0                     | C3                             | 1                              | 1                              | 0                              | 0      | 0      | 0      | 6     | 1     | 1     |
| Sous-total            | Sous-total            | Sous-total            | 37          | 8           | 4           | 4                     | 0                     | 0                     | -                              | 9                              | 2                              | 0                              | 2      | 0      | 0      | 52    | 10    | 4     |
| Total sur la carrière | Total sur la carrière | Total sur la carrière | 198         | 37          | 23          | 10                    | 4                     | 0                     | -                              | 11                             | 2                              | 1                              | 3      | 0      | 0      | 222   | 43    | 24    |